# Aerodramus maximus
Andorinhão-de-ninho-preto ou salangana-de-ninho-preto (Aerodramus maximus) é uma espécie de ave da família Apodidae.
Pode ser encontrada nos seguintes países: Brunei, Indonésia, Malásia, Myanmar, Filipinas, Singapura, Tailândia e Vietname.
Os seus habitats naturais são: florestas subtropicais ou tropicais húmidas de baixa altitude e regiões subtropicais ou tropicais húmidas de alta altitude.